# Dr. Byrds and Mr. Hyde
Albums de The Byrds
Sweetheart of the Rodeo
(1968) Preflyte
(1969)
Singles
1. Bad Night at the Whiskey
Sortie : 7 janvier 1969

Dr. Byrds & Mr. Hyde est le septième album studio du groupe américain de rock The Byrds. Il est sorti en 1969 sur le label Columbia Records.
Produit par Bob Johnston, ce disque fait cohabiter le country rock du précédent album du groupe, Sweetheart of the Rodeo, avec le rock psychédélique de leurs albums antérieurs. Son titre, qui fait directement référence à L'Étrange Cas du docteur Jekyll et de M. Hyde, évoque clairement cette dichotomie. C'est le seul album des Byrds sur lequel Roger McGuinn chante toutes les chansons. McGuinn est le dernier membre fondateur du groupe encore présent ; il est accompagné du guitariste Clarence White, du bassiste John York et du batteur Gene Parsons.
Malgré un accueil favorable de la critique, Dr. Byrds & Mr. Hyde se vend très mal à sa sortie, de même que l'unique single qui en est tiré, Bad Night at the Whiskey.

## Histoire

### Contexte

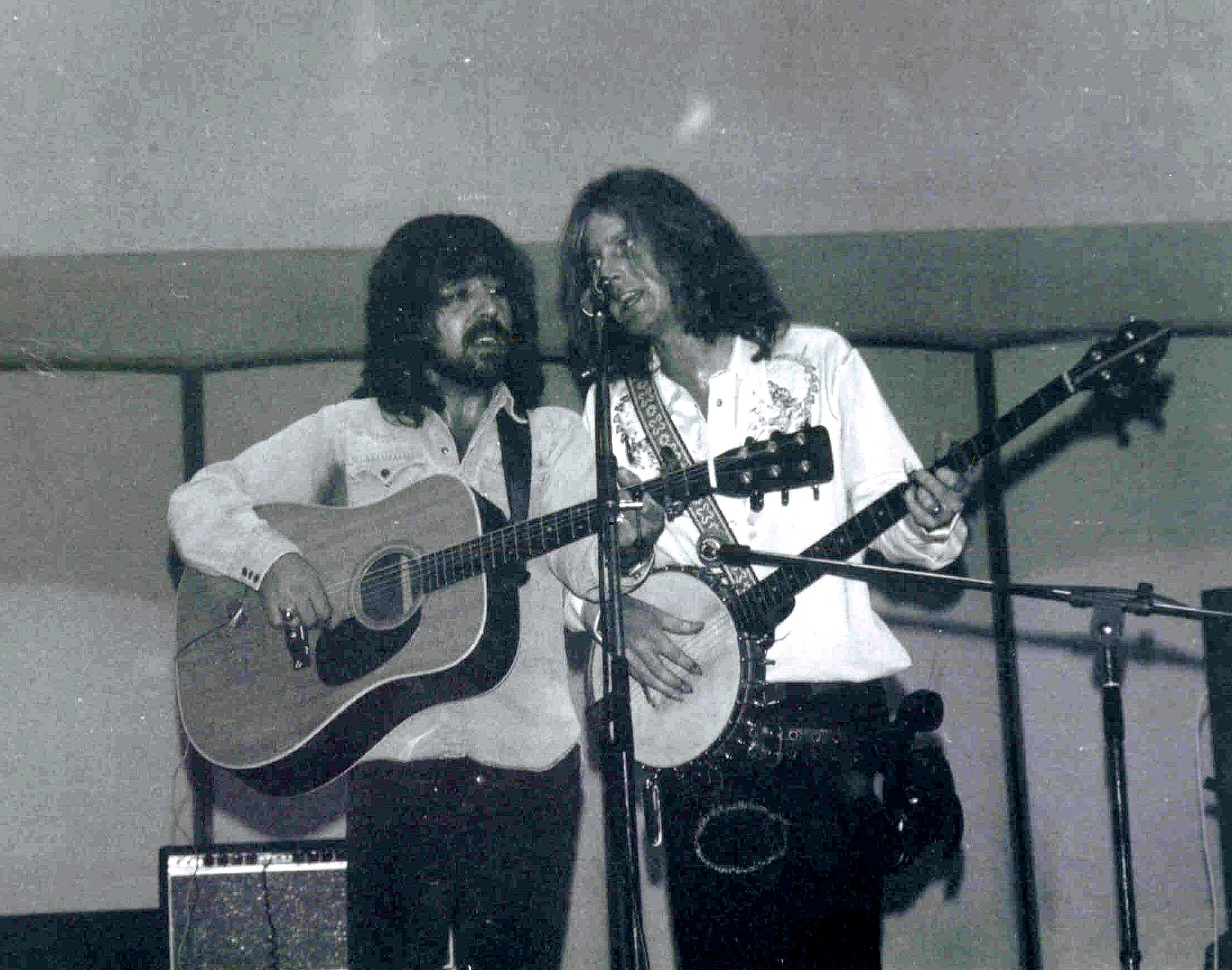
Clarence White et Roger McGuinn sur scène en 1972.

Après le départ de Gram Parsons, le guitariste Roger McGuinn et le bassiste Chris Hillman doivent engager un remplaçant pour que les Byrds puissent assurer leurs engagements sur scène, notamment au festival de pop de Newport (en) le 4 août 1968,. Leur choix se porte Clarence White, musicien de studio très demandé qui a déjà joué sur les trois derniers albums des Byrds. Ils l'invitent à rejoindre le groupe comme membre à part entière au mois de juillet. Après le concert de Newport, White convainc McGuinn et Hillman de renvoyer le batteur Kevin Kelley (en) et de le remplacer par Gene Parsons, un ami avec qui il a joué au sein du groupe Nashville West (en),.
Moins d'un mois après l'arrivée de Parsons, Chris Hillman quitte à son tour les Byrds pour fonder les Flying Burrito Brothers avec Gram Parsons. Pour le remplacer à la basse, le groupe fait appel à John York, musicien de studio qui a travaillé avec Johnny Rivers, Sir Douglas Quintet et les Mamas & the Papas. Cette nouvelle incarnation des Byrds, caractérisée par le duo de guitares de McGuinn et White, apparaît aux yeux des critiques et du public comme la plus compétente sur scène de l'histoire du groupe.
Le producteur des Byrds, Gary Usher, est renvoyé par Columbia Records pour avoir dépensé trop d'argent pendant la conception de l'album Of Cabbages and Kings du duo Chad & Jeremy. Contraint de lui trouver un remplaçant, le groupe se tourne vers Bob Johnston, producteur de Bob Dylan depuis 1965.

### Enregistrement
Les Byrds commencent à travailler sur leur septième album le 7 octobre 1968 aux studios Columbia de Hollywood, en Californie. Ils y enregistrent neuf chansons au cours du mois d'octobre, parmi lesquelles deux compositions de White et Parsons (Nashville West et Your Gentle Way of Loving Me), des reprises de la chanson traditionnelle Old Blue et de This Wheel's on Fire de Bob Dylan, ainsi qu'une série de morceaux écrits ou coécrits par McGuinn : King Apathy III, Bad Night at the Whiskey, Stanley's Song et Drug Store Truck Drivin' Man.
Il existe une version acétate de Dr. Byrds & Mr. Hyde datée du 16 octobre 1968. Sur cette version de travail, l'album se compose de sept chansons : Old Blue, King Apathy III, Drug Store Truck Drivin' Man et This Wheel's on Fire sur la première face et Your Gentle Way of Loving Me, Nashville West et Bad Night at the Whiskey sur la deuxième face.
Les Byrds retournent en studio le 4 décembre 1968 pour réenregistrer This Wheel's on Fire. Le même jour, ils retravaillent également deux chansons écrites pour la bande originale du film Candy : Child of the Universe, coécrite par McGuinn et Dave Grusin, et Candy, coécrite par McGuinn et John York. Cette séance débouche enfin sur un pot-pourri de My Back Pages de Dylan et Baby What You Want Me to Do de Jimmy Reed, reliées par un instrumental improvisé, B. J. Blues, qui sert de morceau final à l'album.

### Parution et accueil
Dr. Byrds & Mr. Hyde est publié le 5 mars 1969 aux États-Unis et le 25 avril au Royaume-Uni par Columbia Records. Comme le précédent album des Byrds, Sweetheart of the Rodeo, il n'est édité qu'en stéréo aux États-Unis, mais une version en mono est également éditée au Royaume-Uni. Bien que la presse musicale lui réserve un bon accueil, le disque connaît des ventes médiocres dans le pays d'origine des Byrds où il ne dépasse pas la 153e place du Billboard 200, ce qui en fait le plus mal classé de tous les albums studio du groupe,. En revanche, le public britannique lui réserve un accueil plus favorable et il se classe dans le Top 15 des ventes au Royaume-Uni. L'unique single qui en est extrait, Bad Night at the Whiskey, sort quelques semaines avant l'album, le 7 janvier, mais il n'entre ni dans le hit-parade américain, ni dans le britannique.
Dr. Byrds & Mr. Hyde est le seul album des Byrds produit par Bob Johnston, le groupe n'étant pas satisfait du résultat. Ils travaillent une dernière fois avec lui pour un single, Lay Lady Lay, sorti en mai 1969. Il décide, apparemment à l'insu des membres du groupe, d'ajouter des chœurs féminins à ce morceau. Furieux, les Byrds décident de ne plus jamais faire appel à lui, surtout quand le single réalise une piètre performance au hit-parade,.

## Caractéristiques artistiques

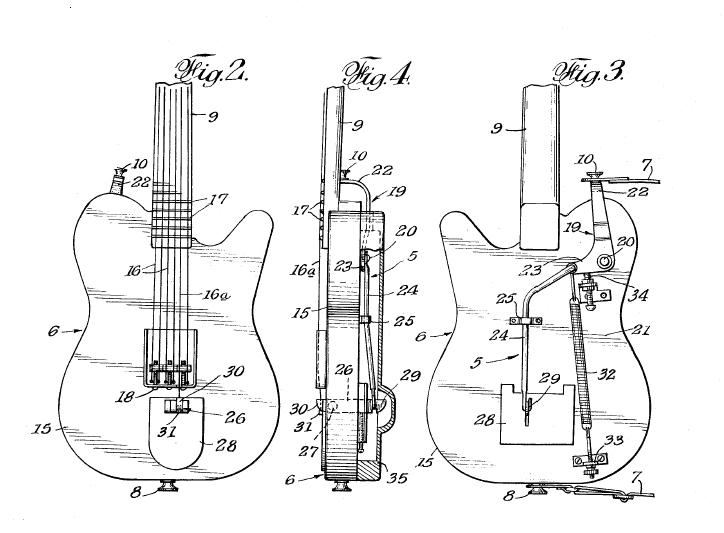
Schéma du B-Bender breveté par Gene Parsons et Clarence White en 1968.

Le titre de Dr. Byrds & Mr. Hyde fait référence à L'Étrange Cas du docteur Jekyll et de M. Hyde de Robert Louis Stevenson. Il reflète le grand écart stylistique auquel se livrent les Byrds sur ce disque : alors que des chansons comme Bad Night at the Whiskey ou la reprise de This Wheel's on Fire s'inscrivent clairement dans le courant psychédélique, d'autres, comme Nashville West ou Drug Store Truck Drivin' Man, relèvent du country rock et du Bakersfield sound. La pochette arrière l'illustre de manière humoristique en montrant les membres du groupe en combinaisons d'astronautes, dont ils se défont pour endosser des déguisements de cow-boys.
Les Byrds venant de connaître toute une série de départs et d'arrivées, McGuinn décide rapidement d'assurer toutes les parties de chant principal afin de donner une certaine unité à l'album et de ne pas décontenancer les fans du groupe. Clarence White, Gene Parsons et John York sont ainsi cantonnés aux chœurs. Dr. Byrds & Mr. Hyde est le seul album des Byrds sur lequel McGuinn chante toutes les chansons. Il est également l'auteur ou le coauteur de la moitié des morceaux, parmi lesquels Bad Night at the Whiskey, qui doit son titre à un concert décevant du groupe au Whisky a Go Go, ou Drug Store Truck Drivin' Man, une collaboration entre McGuinn et Gram Parsons qui dépeint à mots couverts l'animateur de radio Ralph Emery (en) comme le dernier des ploucs. Emery s'était montré particulièrement hostile à l'encontre des Byrds lorsqu'ils étaient passés dans son émission à Nashville.
Parmi les morceaux non écrits par McGuinn, Gene Parsons et Clarence White apportent l'instrumental Nashville West, qu'ils ont composé à l'époque où ils étaient membres du groupe éponyme, tandis que Your Gentle Way of Loving Me est une reprise d'un single sorti sous les noms de Gene Parsons et Gib Guilbeau (en) en 1967. L'album comprend également deux reprises de Bob Dylan, This Wheel's on Fire et My Back Pages, ainsi que de la chanson traditionnelle Old Blue, que McGuinn a découverte dès 1961 en regardant le duo composé de Bob Gibson et Bob Camp la jouer. Ce morceau marque la première apparition sur un disque des Byrds du StringBender, un mécanisme conçu par Parsons et White qui permet à ce dernier d'imiter le son d'une pedal steel guitar sur sa Fender Telecaster.

## Fiche technique

### Titres
| 1. | This Wheel's on Fire         | Bob Dylan, Rick Danko                  | 4:44 |
| 2. | Old Blue                     | traditionnel arrangé par Roger McGuinn | 3:21 |
| 3. | Your Gentle Way of Loving Me | Gib Guilbeau (en), Gary Paxton (en)    | 2:35 |
| 4. | Child of the Universe        | Dave Grusin, Roger McGuinn             | 3:15 |
| 5. | Nashville West               | Gene Parsons, Clarence White           | 2:29 |

| 6.  | Drug Store Truck Drivin' Man                                     | Roger McGuinn, Gram Parsons                                                     | 3:53 |
| 7.  | King Apathy III                                                  | Roger McGuinn                                                                   | 3:00 |
| 8.  | Candy                                                            | Roger McGuinn, John York                                                        | 3:01 |
| 9.  | Bad Night at the Whiskey                                         | Roger McGuinn, Joseph Richards                                                  | 3:12 |
| 10. | Medley: My Back Pages / B.J. Blues / Baby What You Want Me to Do | Bob Dylan / Roger McGuinn, John York, Gene Parsons, Clarence White / Jimmy Reed | 4:18 |

La réédition CD de 1997 inclut cinq titres supplémentaires :
| 11. | Stanley's Song                                                                         | Roger McGuinn, Robert J. Hippard                                                | 3:12 |
| 12. | Lay Lady Lay (version alternative)                                                     | Bob Dylan                                                                       | 3:18 |
| 13. | This Wheel's On Fire (version alternative)                                             | Bob Dylan, Rick Danko                                                           | 3:53 |
| 14. | Medley: My Back Pages / B.J. Blues / Baby What You Want Me to Do (version alternative) | Bob Dylan / Roger McGuinn, John York, Gene Parsons, Clarence White / Jimmy Reed | 4:18 |
| 15. | Nashville West (version alternative enregistrée à Nashville)                           | Gene Parsons, Clarence White                                                    | 2:04 |

### Musiciens

#### The Byrds
- Roger McGuinn : chant, guitare
- Clarence White : guitare, chœurs
- John York : basse, chœurs
- Gene Parsons : batterie, harmonica, banjo, chœurs

#### Musicien supplémentaire
- Lloyd Green : pedal steel guitar sur Drug Store Truck Drivin' Man

### Équipe de production
- Bob Johnston : production

### Classements et certifications
| Classement                    | Meilleure position |
| ----------------------------- | ------------------ |
| États-Unis (Billboard 200)    | 153                |
| Royaume-Uni (UK Albums Chart) | 15                 |